# Prix Irène-Fuerison
Le Prix Irène-Fuerison est un prix de composition musicale décerné par l'Académie royale de Belgique, créé en 1933.
De périodicité biennale, il récompense tout musicien de moins de 50 ans résidant en Belgique au moment de l'inscription auteur d'une œuvre musicale originale d'au moins douze minutes, dans un genre musical imposé, qui alterne à chaque édition entre musique de chambre, musique pour ensemble, musique d'orchestre, musique vocale et musique électronique.

## Quelques lauréats
- 1933-1934 : René Bernier (musique de chambre)[3]
- 1941-1942 : Jane Vignery avec une sonate pour piano et violon (musique de chambre)[4]
- 1943-1944 : Victor Legley (musique d'orchestre)[5]
- 1959-1960 : Jacqueline Fontyn avec une sonate pour flûte et piano (musique de chambre)[6]
- 1963-1964 : Jacques Leduc (musique vocale)[7]
- 1975-1976 : Frédéric van Rossum (musique d'orchestre)[8]
- 1977-1978 : Werner van Cleemput avec Suite pour Brueghel l'Ancien (musique de chambre)[9]
- 1987-1988 : Robert Janssens (musique vocale)[10]
- 1989-1990 : Michel Lysight avec Quatrain, pour quatuor à vent (musique de chambre)[11],[12]
- 1993-1994 : Benoît Mernier avec Blake songs pour voix de femme et treize instrumentistes (musique vocale)[13]
- 1995-1996 : Ingrid Drese avec Amaryllis (musique électronique)[14],[15]
- 1997-1998 : Jean-Pierre Deleuze avec Ellipsen, trio pour clarinette, violon et piano (musique de chambre)[16],[17]
- 1998-2000 : Muhiddin Demiriz (musique d'orchestre)[18]